# Red Channels
Red Channels: The Report of Communist Influence in Radio and Television (Красные каналы: Отчёт о влиянии коммунистов на телевидение и радио) — политический памфлет, представленный в виде доклада в июне 1950 года в промаккартистски настроенном еженедельнике Counterattack. По сути, является декларацией маккартизма в период американской «охоты на ведьм».

## Авторы
- Джон Дж. Киннан
- Кеннет М. Баерли
- Теодор С. Киркпатрик
- Фрэнсис Джей МакНамара
- Винсент Хартнетт
- Филлипс Лорд

## Первые отчёты
В мае 1947 года компания American Business Consultants Inc., учредителями и работниками которой являлись бывшие сотрудники ФБР, начала публикацию первых «отчётов» о «красном влиянии» в журнале Counterattack. Основная цель таких отчётов была декларирована авторами как «еженедельно показывать наиболее важные аспекты коммунистической активности в США».
К 1950 году была сформирована окончательная версия «отчёта», которая была выпущена в журнале под названием Red Channels: The Report of Communist Influence in Radio and Television (Красные каналы: Отчёт о влиянии коммунистов на телевидение и радио).

## Публикация в 1950 году и её последствия
22 июня 1950 года журнал Counterattack публикует «Красные каналы». Произведение содержит в себе якобы отчёт о том, каким образом коммунисты со времен В.И. Ленина влияют на процессы в сфере экономики, политики и индустрии развлечений в США, подрывая тем самым жизнеспособность американского государства. Указывались люди, которые так или иначе были связаны с коммунистами или разделяли коммунистические взгляды. Там же был введен термин «розовые» — сочувствующие коммунистам.
Данное произведение получило неофициальное одобрение тогдашнего главы ФБР Эдгара Гувера, и, как средневековый «Молот ведьм», было положено в основу деятельности учрежденной в 1934 году Комиссии по расследованию антиамериканской деятельности (House Un-American Activities Committee (HUAC)). На момент издания «Красных каналов» Комиссия находилась под сильным влиянием сенатора Джозефа Реймонда Маккарти и его сторонников.
В списки людей, сотрудничающих с коммунистами, попали актрисы Ли Грант и Джин Мьюр, драматург Лилиан Хелман, кинорежиссёры Стэнли Крамер и Орсон Уэллс, создатели атомной бомбы Роберт Оппенгеймер и Альберт Эйнштейн, писатель Джордж Оруэлл. Все они в той или иной мере пострадали за возможное сочувствие левым. В связях с коммунистами обвиняли практически всю творческую интеллигенцию, во времена антикоммунистической травли покинуть США пришлось Чарли Чаплину.
В целом, в докладе было указано 151 имя деятелей искусств, науки, которым были предъявлены требования либо уйти с работы, либо признаться в прокоммунистической деятельности и отказаться от взглядов.

## Список Red Channels
- См. список Red Channels